# عبدالله مهتدی
عبدالله مهتدی (زادهٔ ۱۳۲۸ بوکان در استان آذربایجان غربی) فعال سیاسی کُرد ایرانی و یکی از بنیانگذاران حزب کومله انقلابی زحمتکشان کردستان ایران است. او قبل از انقلاب ۱۳۵۷ نیز به دلیل نوع فعالیت‌های سیاسی در زندان به‌سر می‌برد.
عبدالله مهتدی از سال ۱۳۵۸ تا ۱۳۶۲ دبیرکل کومله و از ۱۳۶۲ تا ۱۳۷۲ دبیرکل حزب کمونیست ایران بوده است. مهتدی هم‌اکنون دبیرکل حزب کومله کردستان ایران است.

## زندگی
عبدالله مهتدی فرزند حاج رحمان‌ مهتدی در سال ۱۳۲۸ در شهر بوکان از توابع استان آذربایجان غربی به‌دنیا آمد.
عبدالله مهتدی در جریان مبارزات مخفی علیه حکومت پهلوی به زندان افتاد او در فایلی صوتی که در شهریور ۱۴۰۲ به‌طور گسترده‌ای انتشار یافت انگیزه اصلی و نهایی خود را تجزیه کردستان از ایران بیان نموده و بیان داشته این هدف تا فراهم شدن حمایت بین‌المللی آشکارا بیان نمی‌شود و به ادعای خودش سال‌ها در زندان‌های پهلوی زیر فشار بود، در سال ۱۳۴۸ شمسی با تعدادی از فعالان کُرد مانند فؤاد مصطفی سلطانی، محمدحسین کریمی حزب کومله را تأسیس کردند. پس از کشته شدن فؤاد مصطفی سلطانی در سال ۱۳۵۸ تا سال ۱۳۶۲ عبدالله مهتدی به‌عنوان رهبر کومله انتخاب شد و پس از تأسیس حزب کمونیست ایران توسط کومله با گروهی از کمونیست‌های ایرانی به نام سهند و جمعی افراد منفرد دیگر عبدالله مهتدی سمت دبیر کلی حزب کمونیست ایران را بر عهده گرفت و نام کومله هم به سازمان کردستان حزب کمونیست ایران (کومله) تغییر یافت.
پس از کنگره هشتم کومله بحثی انتقادی از عبدالله مهتدی و همفکرانش در مورد شکست تجربه حزب کمونست ایران و لازمه القای آن به میان آمد که صفوف کومله را به دو جریان تبدیل کرد که بخش اکثریت اعضا و همچنین اکثریت رهبران و کادرهای شناخته شده کومله در کردستان ایران با او همفکر بودند.
در سال ۲۰۰۰ میلادی عبدالله مهتدی همراه بخش اعظم کادرها و اعضای کومله از حزب کمونیست ایران انشعاب کرده و در طی برگزاری کنفرانس بازسازی کومله، کومله را مستقل از حزب کمونیست ایران بازسازی کرده و همان نام اولیه کومله در بدو تأسیس (سازمان انقلابی زحمتکشان کردستان ایران) را برای خود اختیار برگزیدند. این حزب پس از رخدادهای سال ۵۷ یکی از احزاب دارای روش مسلحانه با تأثیرات منفی در کردستان ایران بوده است حتی پس از اعتراضات ۱۴۰۱ هم درگیریهای مسلحانه میان گروه‌های رقیب انشعابی این حزب گزارش شده که به قتل اعضای آنها انجامید و بازتاب منفی گسترده‌ای در رسانه‌ها داشت

## انتشار فایل صوتی محرمانه

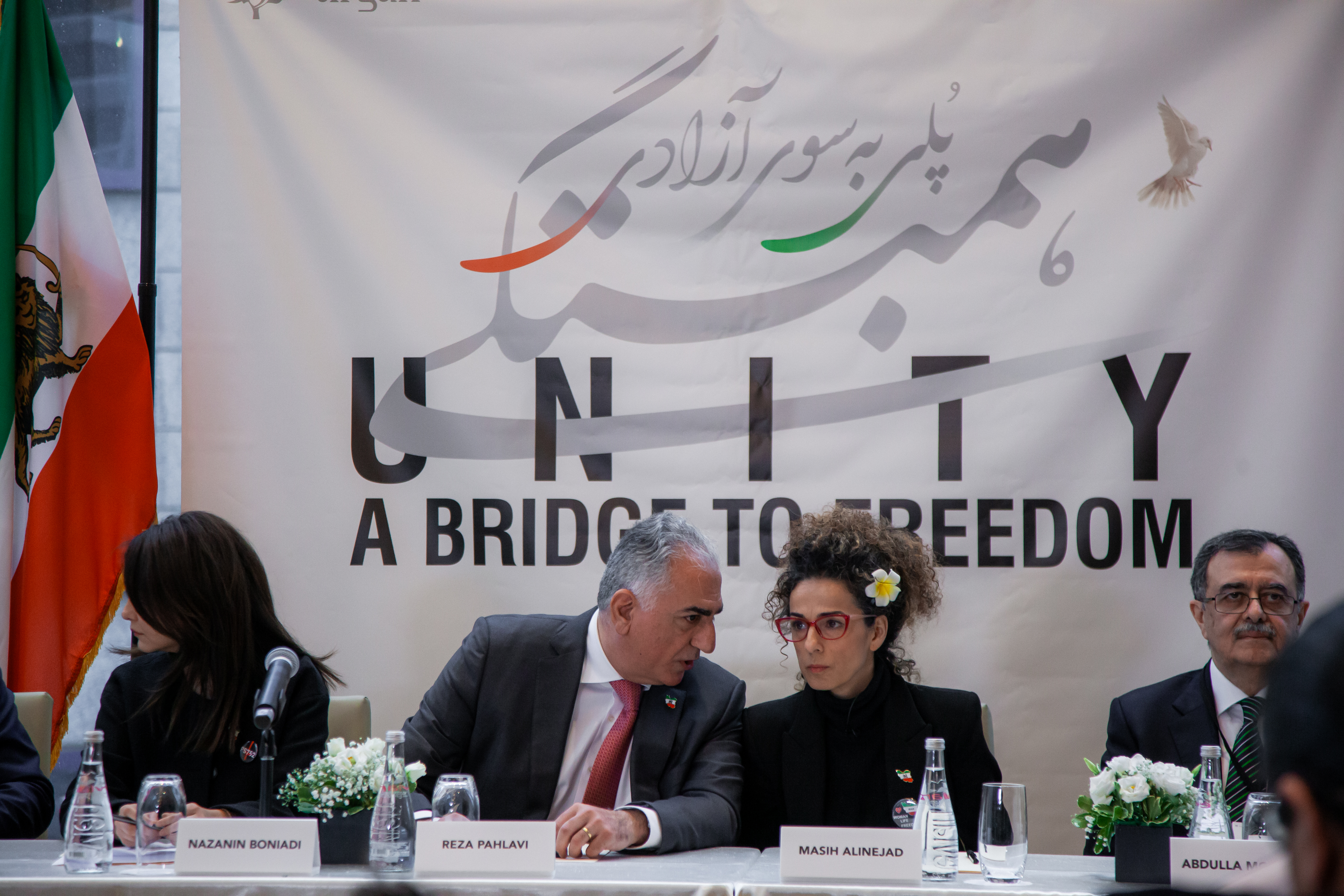
از راست: مهتدی، مسیح علی‌نژاد و رضا پهلوی و نازنین بنیادی در مارس ۲۰۲۳

در سپتامبر ۲۰۲۳ یک فایل صوتی از جلسه‌ای خصوصی میان عبدالله مهتدی و دیگر اعضای کومله منتشر شد. در این فایل صوتی، عبدالله مهتدی به زبان کُردی سورانی، می‌گوید هدفشان از تأکید و پافشاری روی «آموزش به زبان کُردی» اینست که نسل‌های آینده مردم کُردستان ایران، نتوانند به زبان فارسی تکلم کنند. همچنین این موضوع باعث طلاق عاطفی و پایان وابستگی‌های فرهنگی و تاریخی که میان کُردها و سایر ایرانیان وجود دارد می‌شود و در آینده فدرالیسم یا جدایی مناطق کُردنشین از ایران را مطرح کنند. این سخنان عبدالله مهتدی، باعث واکنش‌های بسیار تند میان اپوزیسیون ایرانی شد.